# El Muz Mahgoub Abdalla
El Muez Mahgoub (14 de agosto de 1978) é um futebolista sudanês que atua como goleiro.

## Carreira
El Muez Mahgoub representou o elenco da Seleção Sudanesa de Futebol no Campeonato Africano das Nações de 2012.